# Pervomaiski (Beloréchensk, Krasnodar)
Pervomaiski (del ruso: Первомайский) es un posiólok del raión de Beloréchensk del krai de Krasnodar, en Rusia. Se sitúa en la orilla izquierda del río Bélaya, afluente del río Kubán, 18 km al noroeste de Beloréchensk y 58 km al sureste de Krasnodar, la capital del krai. Tenía 942 habitantes (2007).
Es cabeza del municipio Pervomáiskoye, al que pertenecen asimismo Verjnevedeneyevski, Protochni, Vysotni, Ganzhinski y Komsomolski.